# Deșert

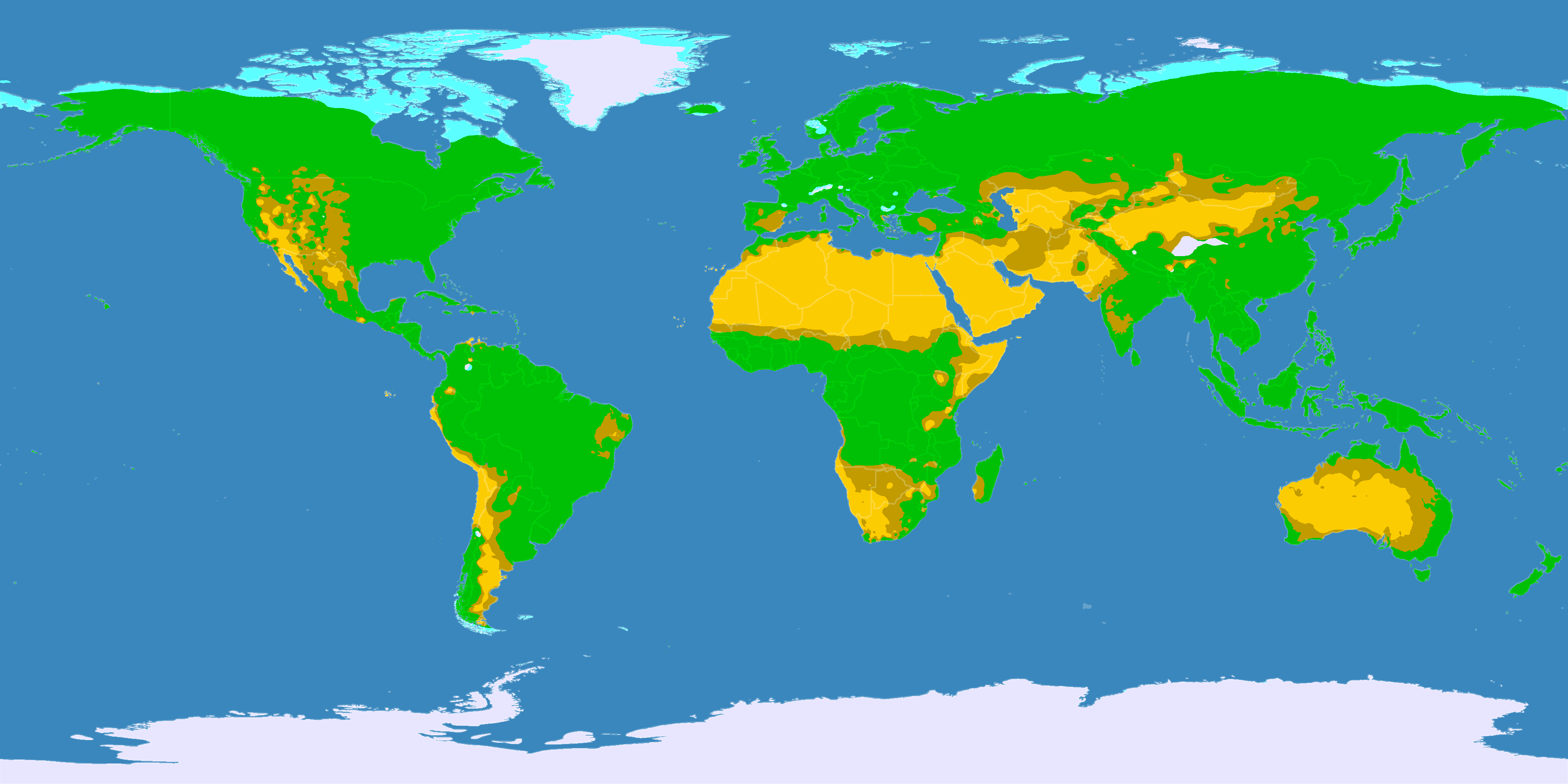
Arealul de răspândire al deșerturilor

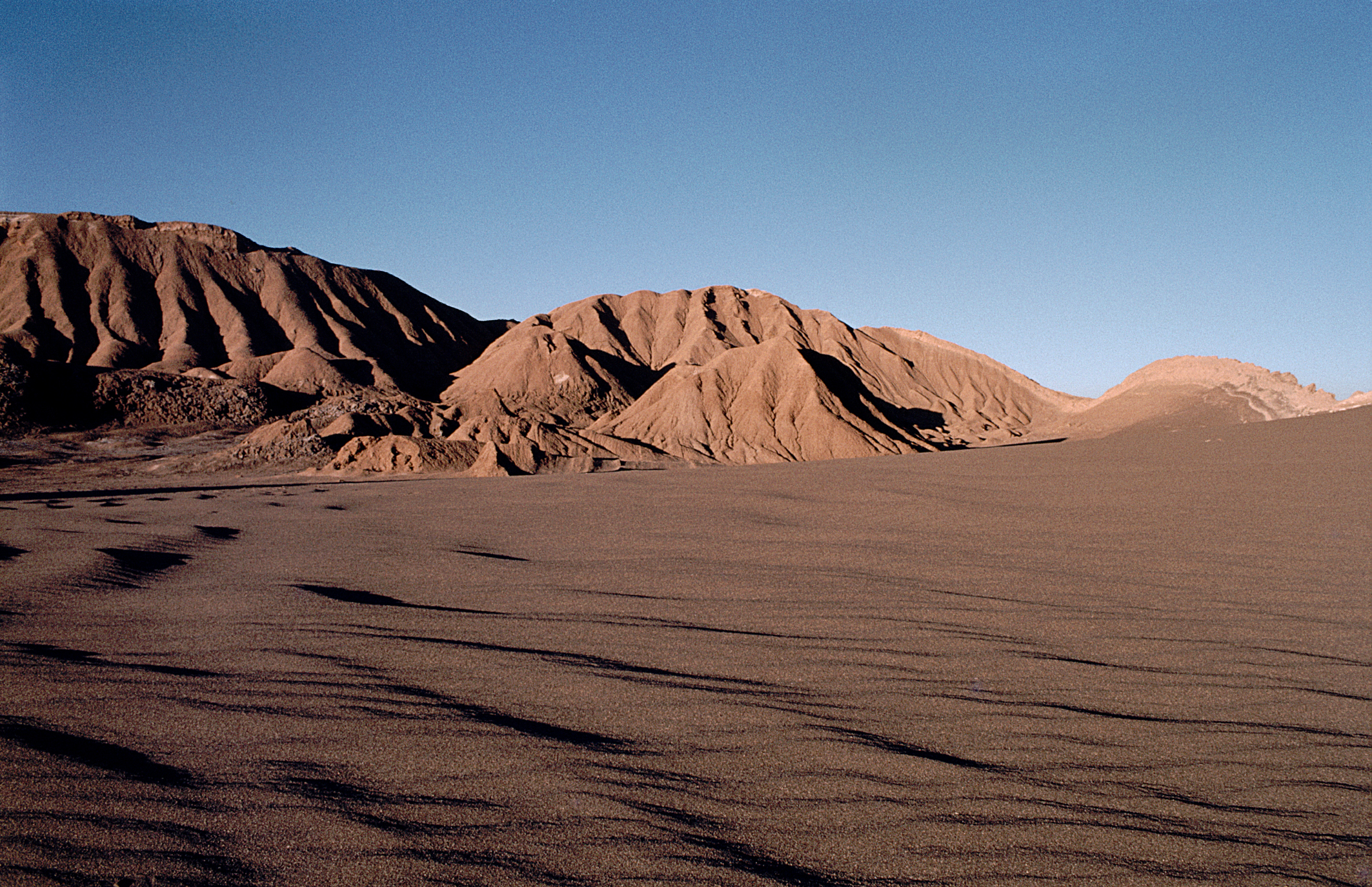
Deșertul Atacama

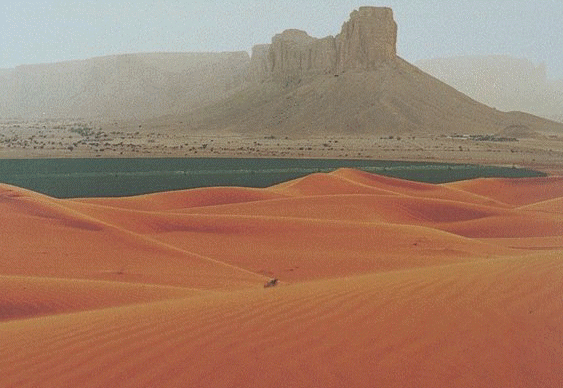
O imagine tipică a unui deșert fierbinte de la tropice din Arabia Saudită.

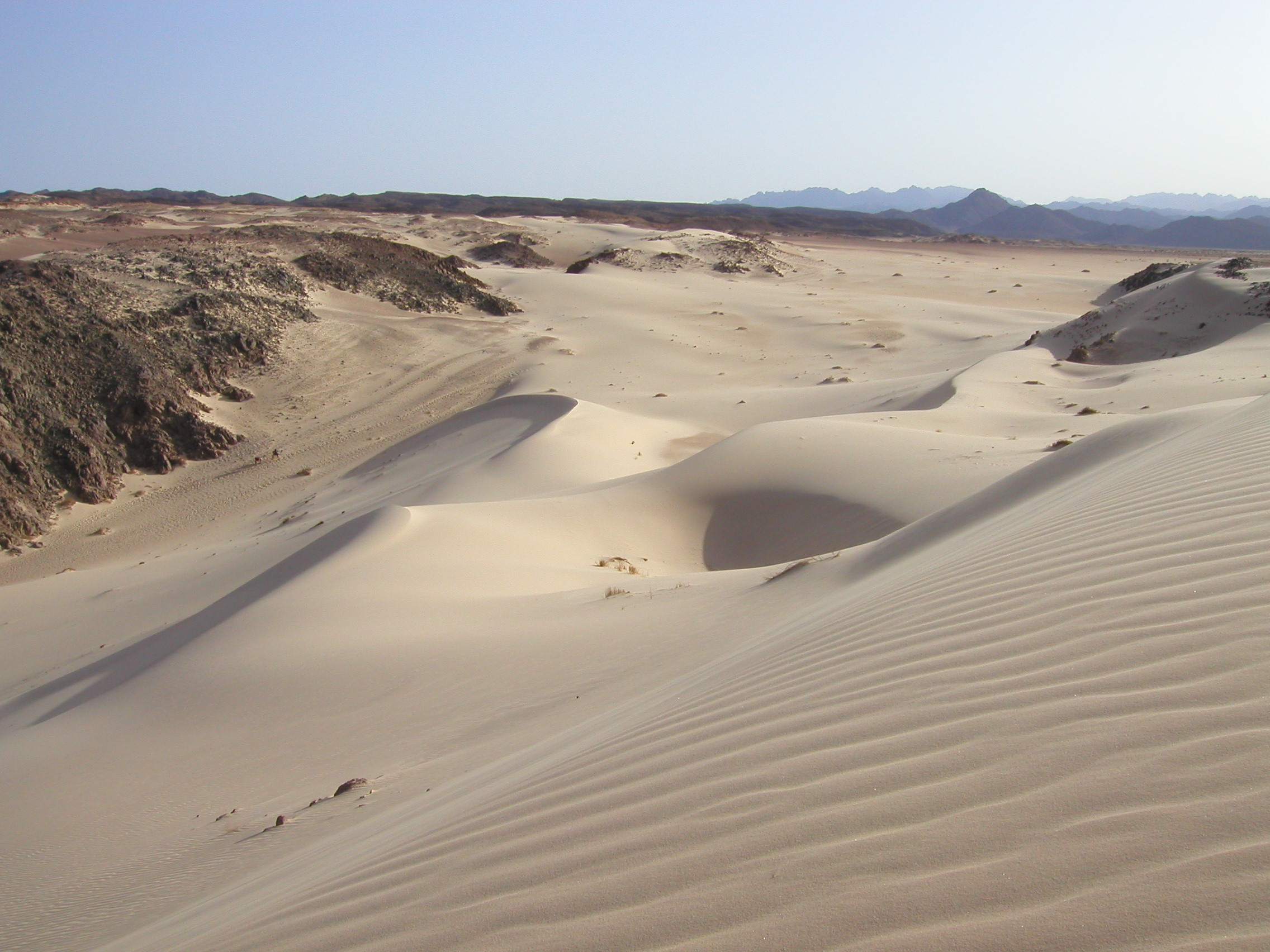
Deșertul Sinai

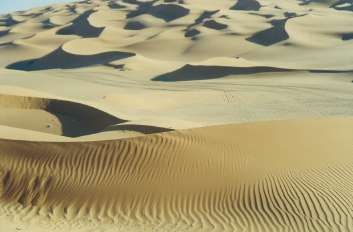
Deșertul Libian

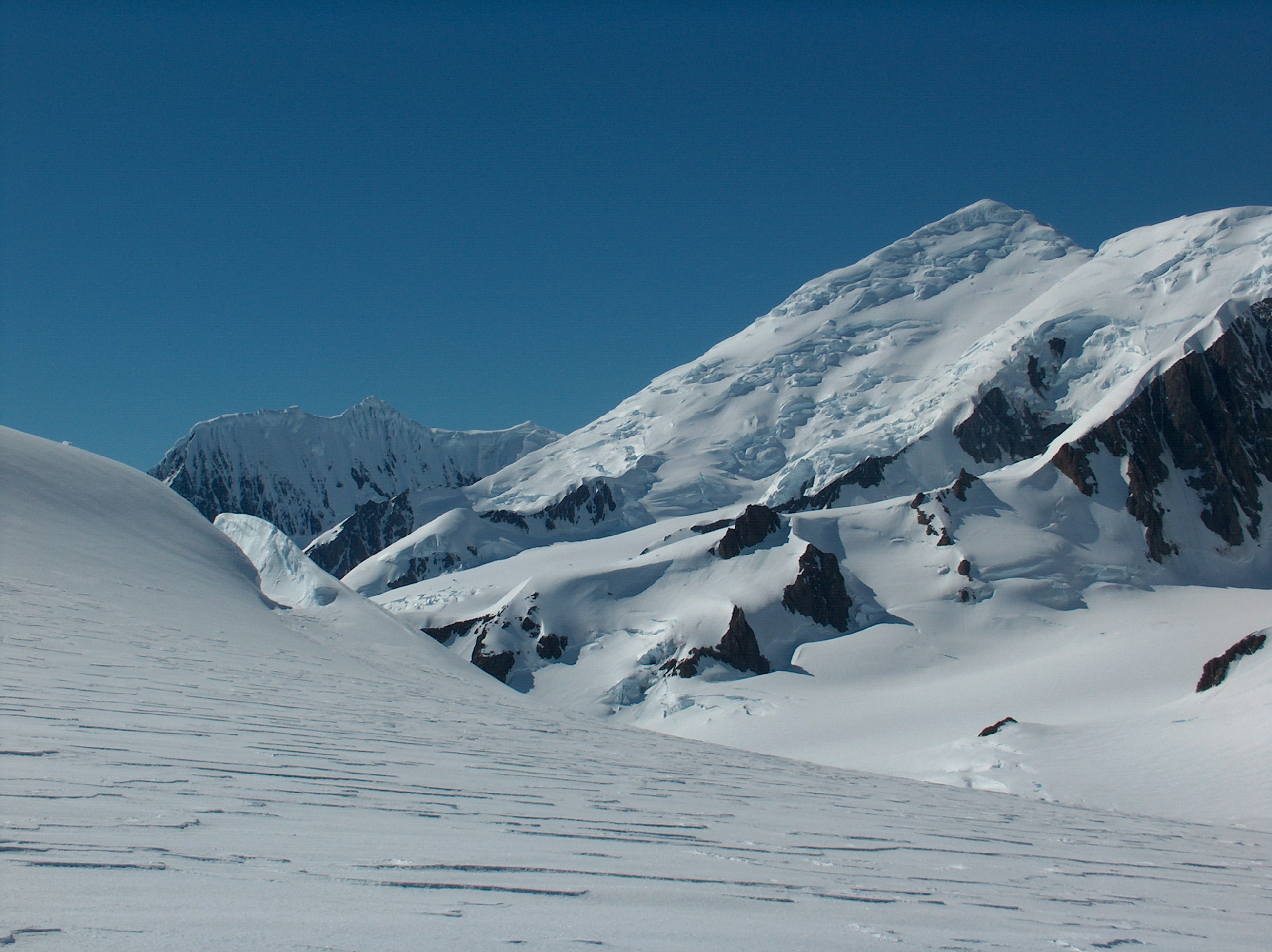
Masivul Tangra în Antarctida

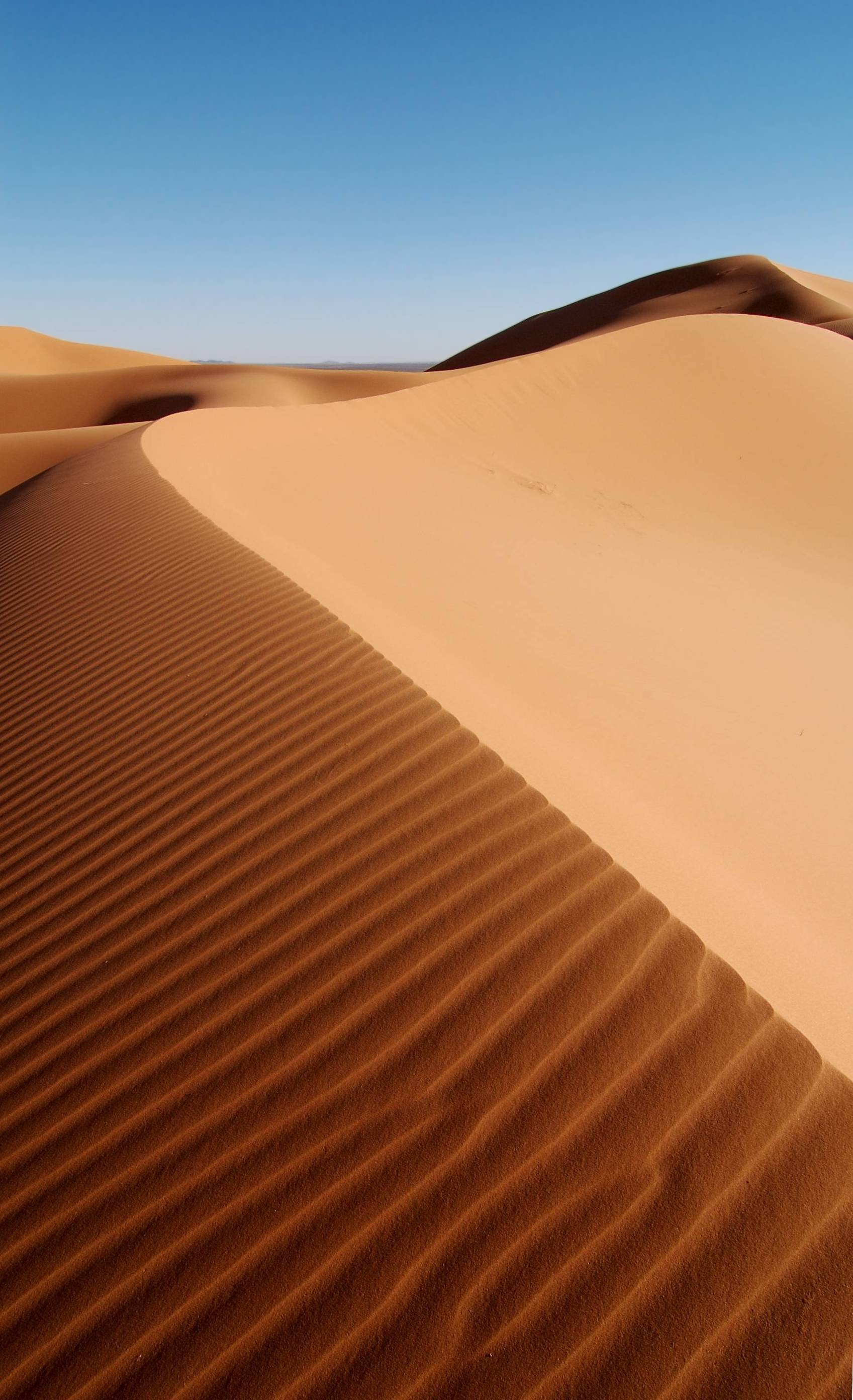
Deșert Nisipos din Maroc

Deșertul sau pustiul este o zonă care primește foarte puține precipitații, aproximativ 250 mm pe an. Deșerturile au reputația de a susține foarte puține forme de viață deși, la o comparație mai atentă cu un mediu mai umed, formele de viață din deșert sunt de cele mai multe ori variate și rămân în general ascunse pentru a-și păstra umiditatea. Aproximativ o treime din suprafața Terrei este acoperită de deșerturi. În regiunile de deșert sunt în general diferențe mari de temperatură, de la caniculă (ziua) la îngheț (noaptea). Cauza lipsei de vegetație dintr-un deșert (pustiu) poate fi lipsa apei sau, în regiunile arctice, lipsa căldurii necesare vieții.

## Tipuri de deșerturi

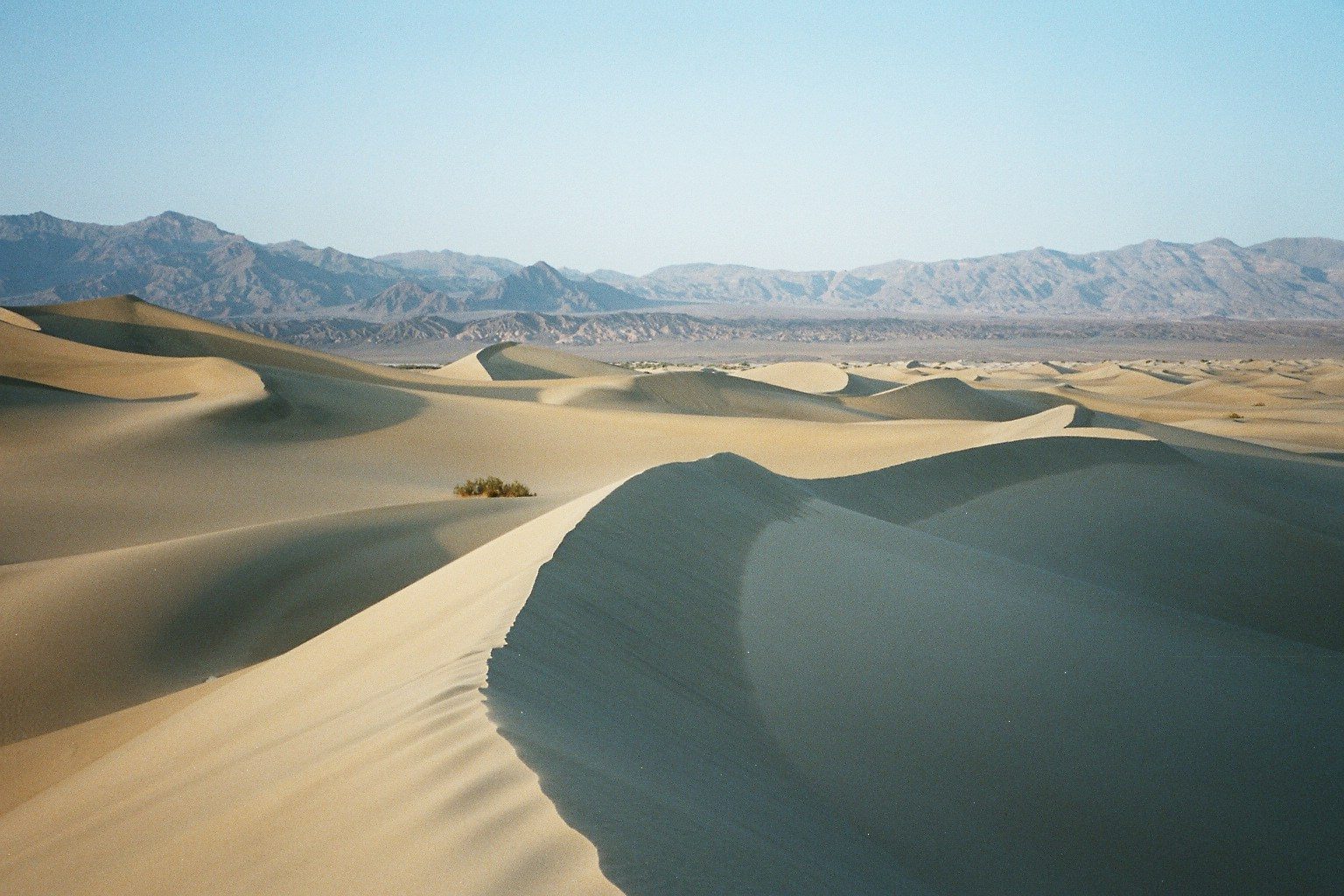
Dune din Valea Morții, California

### Deșerturi aride
În aceste pustiuri carența de apă și pământul uscat este cauza esențială a lipsei vieții în regiune.

### Deșerturi nisipoase (Erg)
În aceste ținuturi stratul superior este alcătuit din nisip, în care predomină cuarțul, care a luat naștere prin fenomenul de eroziune datorat în special vântului, sub acțiunea căruia formează dune de nisip care pot fi mișcătoare. Condițiile de viață în aceste regiuni sunt vitrege. Unul dintre deșerturile cele mai mari de acest tip este Rub al-Chali din Arabia.

### Deșerturi pietroase sau stâncoase (Hammada)
În acest caz stratul superficial este alcătuit din blocuri de piatră sau stânci, rezultate din crăparea rocilor cauzată de diferențele mari de temperatură și de îngheț.

### Deșerturi cu pietriș (Serir)
Au luat naștere prin procesele de eroziune și depunere a materialului adus de ghețari. Astfel de pustiuri se pot întâlni în Asia Centrală (Iran).

### Deșerturi de sare
Au luat naștere în regiuni aride, acolo unde sarea s-a depus după evaporarea apei în care era dizolvată.

### Pustiuri de gheață
Pustiuri de gheață pot fi întâlnite în regiunea polară sau în munții înalți unde temperatura scăzută a împiedicat dezvoltarea vegetației. Apa fiind sustrasă solului prin îngheț, precipitațiile cad sub formă solidă (zăpadă). Din această categorie se pot aminti regiunile polare, ca Wright Valley din Antarctida.

## Cele mai mari deșerturi de pe glob
| Nr. | suprafața (km²) | denumire               | continent       |
| --- | --------------- | ---------------------- | --------------- |
| 1.  | 13.200.000      | Antarctida             | Antarctida      |
| 2.  | 8.700.000       | Sahara                 | Africa          |
| 3.  | 1.560.000       | Deșerturile Australiei | Australia       |
| 4.  | 1.300.000       | Arabia                 | Asia            |
| 5.  | 1.040.000       | Gobi                   | Asia            |
| 6.  | 900.000         | Kalahari               | Africa          |
| 7.  | 330.000         | Takla Makan            | Asia            |
| 8.  | 320.000         | Sonora                 | America de Nord |
| 9.  | 273.000         | Karakum                | Asia            |
| 10. | 273.000         | Tharr                  | Asia            |

## Flora și fauna
În aceste regiuni aride trăiesc plante și animale adaptate la carența de apă, ca:
- plante crassulaceae, tamaricaceae, euphorbiaceae, cactaceae xerophyte (cactus, salcâm, tamarix)
- animale ca: mustelidae , reptile,  insecte, arthropode, scorpioni, păianjeni, gazele, dromaderi, cămile.